# Leptacis bitensis
Leptacis bitensis är en stekelart som beskrevs av Jean-Jacques Kieffer 1913. Leptacis bitensis ingår i släktet Leptacis och familjen gallmyggesteklar. Inga underarter finns listade i Catalogue of Life.